# Michael Schmidt (Poolbillardspieler)
Michael Schmidt (* 6. April 1966) ist ein deutscher Poolbillardspieler.

## Karriere
Bei der Deutschen Meisterschaft 1991 gewann Schmidt mit Bronze im 8-Ball seine erste Medaille, zudem wurde er Vierter im 14/1 endlos. 1992 wurde er Vierter im 8-Ball. Bei der DM 1994 erreichte er im 8-Ball das Finale, verlor dieses jedoch gegen Thomas Engert. 1996 gewann er die Bronzemedaille im 14/1 endlos.
1999 erreichte er bei den Russian Open erstmals das Halbfinale eines Euro-Tour-Turniers. Bei den Austrian Open 2001 verlor er erst im Finale gegen Ralf Souquet. Im gleichen Jahr erreichte er zudem bei den Finland Open das Halbfinale und gewann bei der Deutschen Meisterschaft Bronze im 8-Ball.
Bei den Russian Open 2002 erreichte er, wie bereits drei Jahre zuvor, das Halbfinale.
Beim World Pool Masters 2002 kam Schmidt bis ins Viertelfinale, verlor dort jedoch gegen den Schweden Marcus Chamat mit 5:9.
2003 wurde er bei den Netherlands Open Dritter.
Bei der 9-Ball-WM 2006 erreichte er die Runde der Letzten 64. Dies war sein größter Erfolg bei Weltmeisterschaften. Ein Jahr später verlor er beide Vorrundenspiele und belegte somit den 97. Platz.
Auf der Euro-Tour erreichte er 2006 bei vier Turnieren das Achtelfinale.
Bei der Deutschen Meisterschaft 2011 wurde er Neunter im 14/1 endlos.